# Pseudoyelicones limonensis
Pseudoyelicones limonensis är en stekelart som beskrevs av Areekul och Donald L.J. Quicke 2004. Pseudoyelicones limonensis ingår i släktet Pseudoyelicones och familjen bracksteklar. Inga underarter finns listade i Catalogue of Life.